# 罗敏申路
罗敏申路（英語：Robinson Road），以1877年任職海峽殖民地總督的羅敏申爵士命名，是新加坡核心商業區的一條主要街道，四線單程行車，至填海興建珊頓道為止，一直位處海旁。為配合本地及好莱坞電影拍攝取景，道路曾經全線封閉。

## 文獻
- Peter K G Dunlop (2000) Street Names of Singapore Who's Who Publishing ISBN 981-4062-11-1 （英文）
- Victor R Savage, Brenda S A Yeoh (2004) Toponymics A Study of Singapore Street Names Eastern University Press ISBN 981-210-364-3 （英文）